# DMB

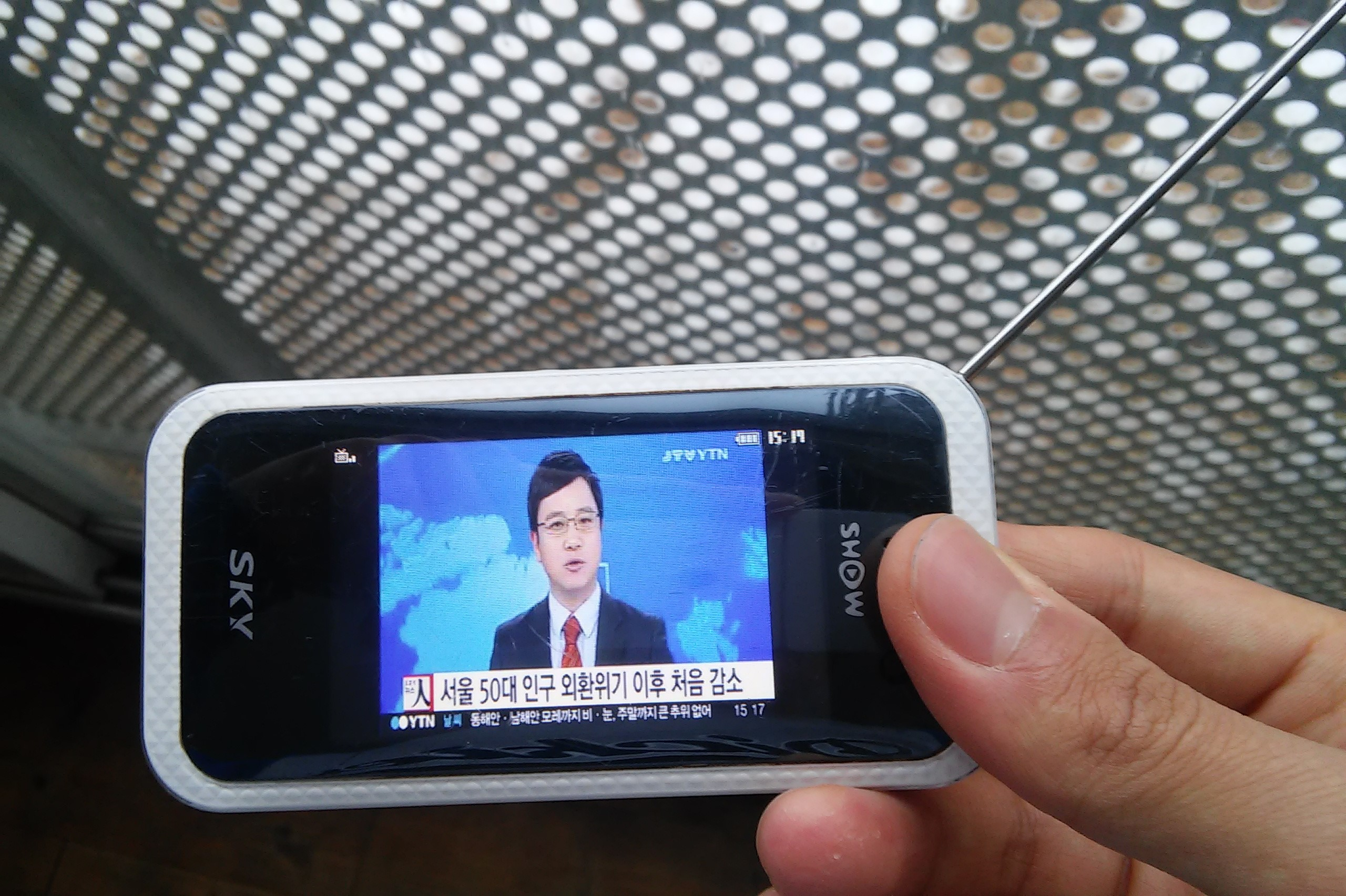
韓国の携帯電話でDMBを視聴した姿

DMB（Digital Multimedia Broadcasting, 디지털 멀티미디어 방송）とは、大韓民国の移動体向けマルチメディア放送に使用しているデジタル放送技術。
DMB自体は「固定および移動体向けのデジタル方式のマルチメディア放送」という位置づけで大韓民国で開発されたが、現在は移動体向け放送のみである。

## T-DMB
T-DMB（Terrastrial-digital media broadcasting）は、2005年に大韓民国で放送を開始した小型携帯機器用地上デジタル放送。テレビ放送とラジオ放送とデータ放送を実施している。日本のワンセグに相当するもの。地上波DMBとも称される。
映像にはH.264/AVC、音声にはMPEG-4 BSAC、データ放送にはMPEG-4 Systems Core profileを使用。送信周波数はVHF帯を使用。受信困難な地域・地下鉄駅に、ギャップフィラー（電波中継器）を約8000ヶ所（2006年12月現在）設置している。地下鉄駅に限っては受益者負担の観点から、携帯電話事業者が設置・管理している。また、インターネットを通して地上DMBを遠隔受信する技術（IP放送）も開発された。DMBOと呼ばれ海外でもほぼ同時に視聴可能となる。受信機は日本国内でも販売されている。
大韓民国では地上デジタル放送規格に米国で開発されたATSCを採用したが、この規格はそもそも米国の郊外のように広大な土地に家屋が点在する、あるいは島々が点在する地域向けの規格であり、韓国や日本のように山岳と大都市が近接する地域ではマルチパス妨害の影響を受けやすく小型携帯機器での受信には向いていない。
日本では自国の環境に合わせてISDB-Tという放送方式を開発したが、日本より早い2001年に地上デジタル放送を開始した韓国では、一部の放送事業者や市民が中心となって、ATSCよりも移動体受信に強いヨーロッパ方式（DVB-T）への転換を求める運動も起きた。結局2004年7月になって政府の審議会が、既に放送開始した地上デジタル放送については方式変更せずATSC方式を引き続き使用することとし、移動体向け放送については欧州のデジタルラジオ規格DAB・デジタル放送規格EUREKA-147を元に独自開発することを決めた。2005年12月に一部地域でサービス開始し、2006年5月から首都圏の地下鉄にサービス拡大、2007年6月に国内全土にサービス拡大。
ISDB方式の普及について日本政府が積極的に活動しているのと同様、韓国政府も海外へのT-DMBの普及活動を行っている。通常の地上デジタル放送規格に移動体向け規格を内包するISDB-Tが地上デジタル未導入地域をターゲットとして地上放送と移動体向け放送の両方をパッケージとした普及活動を行っているのに対し、T-DMBはDVB-TやATSCなど、他の放送方式を利用して既に地上デジタル放送を開始した地域向けに移動体放送用の規格として普及活動を行っている。
他の多くの移動体向け放送方式がUHF帯の電波を使用するのに対し、T-DMBはより周波数の低いVHF帯を使用するため、韓国政府は海外への普及活動においては他の方式よりも電波が届きやすいことをアドバンテージとして掲げている。ただし高層ビルの上層階において遠方の基地局からの電波が混信して携帯電話の電波状態が悪化するのと同様、電波が届きやすいことは混信の可能性を高めることにもなるので必ずしもアドバンテージであるとは言い切れない。また、VHF帯ではUHF帯よりも大型のアンテナや受信回路、そしてより多くの電力を必要とするため、携帯電話などの小型の端末への搭載においては却って不利になる。
欧州では移動体受信方式としてDVB-Hが採用されているほか、韓国が採用したATSCにも、移動体向けのATSC-M/H（ATSC for Moblie/Handheld）規格が2009年に制定されたため、今後T-DMBが韓国以外で普及するかは未知数。かつてドイツ連邦共和国で試験放送までこぎつけたが、正式採用には至らず（ヨーロッパ方式であるDVB-Hにより本放送を開始した）、現在は韓国以外の国での採用例はない。

### サービス事業者
基本的に地上波テレビ放送を行う事業者による兼業と、この分野専業の事業者とが存在する。地上テレビ放送のサイマル放送のほか、独自編成のチャンネルやラジオ放送を行っている。兼業局は道・広域市単位のブロックでの放送となる（「親局-中継局」の関係）。
兼業
- KBS 韓国放送公社（本社-京仁センター、春川-原州・江陵、大田-清州・忠州、光州-全州・木浦・順天、大邱-安東・浦項、釜山-蔚山・昌原・晋州、済州）
- MBC 文化放送グループ（ソウル、春川-原州・江陵・三陟、大田-清州・忠州、光州-全州・木浦・麗水、安東-大邱・浦項、釜山-蔚山・慶南、済州）
- SBSネットワークは全社親局扱い（SBS、江原民放、大田放送、光州放送、大邱放送、KNN、済州国際自由都市放送）

主なDMB専業事業者
- YTN DMB（聯合テレビジョンニュース）
- U1 Media
- 韓国DMB

## S-DMB
S-DMB（Satellite-digital media broadcasting）とは、韓国SKテレコムの子会社TUメディアが運営する衛星デジタルマルチメディア放送で、2005年5月にサービスを開始した。衛星DMBとも称される。加入費20,000ウォン、月額13,000ウォン。
日本国のモバイル放送株式会社のモバHO!と同じ衛星MBSatを使用している。放送方式も同じで、ITU-R勧告 BS.1547"Terrestrial component of systems for hybrid satellite-terrestrial digital sound broadcasting to vehicular, portable and fixed receivers in the frequency range 1 400-2 700 MHz"のSystem Eを使用している。
国内法で地上テレビ放送のサイマル放送が禁止されているため、基本的に独自編成。なお一部番組は時差放送となっている。
しかし、スマートフォン普及などに伴う赤字増大により、2012年8月末をもって、事業を終了することを決定した。